# Høegh-Guldbergs Gade
Høegh-Guldbergs Gade i Aarhus løber fra Nørrebrogade til Kaserneboulevarden.
Gaden fik i 1875 navnet Guldbergsgade opkaldt efter stiftamtmand og minister Ove Høegh-Guldberg. Først i 1902 blev den navngivet Høegh-Guldbergs Gade. I 1870’erne blev infanterikasernen opført, hvor Steno Museet ligger i dag.
Høegh-Guldbergs Gade har sin oprindelse i en markvej, der i 1700-tallet udgik fra landevejen mod Randers uden for Studsgades port, passerede de nordlige tofter og førte frem til Galgebakken nord for byen.
Vejen begyndte først i midten af 1800-tallet at få en vis bymæssig betydning. I perioden 1824 til 1849 anlagde oberst Julius Høegh-Guldberg et parkanlæg på et areal kaldet folddumperne (det nuværende Vennelyst) nord for vejen. I 1860 opførte konsul Peter Herskind en gård ('Sølyst') på et areal ved hjørnet af Sølystgade og Høegh-Guldbergs Gade, og i begyndelsen af 1870'erne opførte man de første boligbebyggelser langs gadens østlige side.
Bebyggelsen langs gadestykket fra Nørreport og til Samsøgade, er opført i perioden 1870-1899.
Arealet mellem Fynsgade og Kaserneboulevarden blev anvendt som haver helt frem til midten af 1930, hvor den nuværende karrébebyggelse blev opført.